# Maytenus virens
Maytenus virens är en benvedsväxtart som beskrevs av Ignatz Urban. Maytenus virens ingår i släktet Maytenus och familjen Celastraceae. Inga underarter finns listade.